# Vladimír Michálek
Vladimír Michálek (* 2. listopadu 1956 v Mladé Boleslavi) je český scenárista a filmový režisér.

## Životopis
Zpočátku vystřídal několik různých povolání a studoval dokonce i medicínu, teprve ve věku 28 let byl přijat na FAMU, kde studoval dokumentární tvorbu. Jakožto úspěšný tvůrce hraných filmů se prosadil teprve v 90. letech 20. století po sametové revoluci. Natáčí především filmy se silným příběhem a s výrazným hereckým obsazením.
Debutoval filmem Amerika (1994) volně natočeným na motivy stejnojmenného románu Franze Kafky. Více na sebe ale upozornil dalším filmem Zapomenuté světlo (1996) o těžkém životě faráře, který se snaží v době komunismu zachránit venkovský kostel. V hlavní roli zde zazářil do té doby spíše komediální herec Boleslav Polívka. Poté natočil další výrazný film Je třeba zabít Sekala (1998), jednalo se o drama z české vesnice v době druhé světové války dle scénáře Jiřího Křižana, tento film obdržel posléze deset Českých lvů. K jeho dalším známějším režijním dílům patří též film Babí léto (2001) vyprávějící o starších lidech, kteří si stále chtějí ještě užívat radosti života a také film O rodičích a dětech (2008) probírající mezigenerační vztahy.
Působí rovněž jako televizní režisér, zde na sebe nejvíce upozornil televizním seriálem Záchranáři pojednávajícím o životě a práci příslušníků horské služby, tento seriál vznikl ve spolupráci mezi Českou televizi a Slovenskou televizi.

## Filmografie

### Film
- 1994 – Amerika (film na motivy nedokončeného románu od Franze Kafky, jeden Český lev)
- 1996 – Zapomenuté světlo (tři Čeští lvi)
- 1998 – Je třeba zabít Sekala (deset Českých lvů)
- 2000 – Anděl Exit (podle novely od Jáchyma Topola, dva Čeští lvi)
- 2001 – Babí léto (čtyři Čeští lvi)
- 2008 – O rodičích a dětech
- 2012 – Posel
- 2014 – Pohádkář
- 2016 – Prázdniny v Provence
- 2019 – Úhoři mají nabito

### Televize
- 1999 – Jistota
- 2003 – Záchranáři - televizní seriál pro Slovenskou televizi a Českou televizi
- 2004 – Pískovna
- 2004 – Lovec a datel
- 2009 – Okno do hřbitova - televizní seriál, adaptace povídek Miloslava Švandrlíka pro Českou televizi
- 2015 – Mamon - televizní seriál pro HBO[1], Český lev pro nejlepší dramatický seriál[2]